# Música e matemática
Os teóricos da música usam com frequência  a matemática para entender a estrutura musical e comunicar novas maneiras de ouvir música. Isto levou a aplicações musicais da teoria dos conjuntos, álgebra abstrata e teoria dos números. Os estudiosos da música também usaram a matemática para entender as escalas musicais, e alguns compositores incorporaram a proporção áurea e o número de Fibonacci em seu trabalho.

## Conexões com ateoria dos conjuntos
A teoria musical dos conjuntos usa alguns dos conceitos da teoria matemática dos conjuntos para organizar os objetos musicais e descrever suas relações.
Para analisar a estrutura de uma peça musical (tipicamente de atonal) usando a teoria musical dos conjuntos, começa-se geralmente com um conjunto de sons, que podem formar motivos ou acordes. Aplicando operações simples como transposição e inversão descobre-se estruturas profundas na música. Esse tipo de operação é chamado de isometria, porque preserva os intervalos entre sons num conjunto.

## Conexões com aálgebra abstrata
Partindo dos métodos da teoria musical dos conjuntos, muitos teóricos expandiram para o uso da álgebra abstrata na análise musical. Por exemplo, as notas em uma oitava de temperamento igual formam um grupo abeliano com 12 elementos. É possível descrever o temperamento justo em termos de um grupo abeliano livre.
Alguns teóricos propuseram aplicações musicais de conceitos algébricos mais sofisticados. O matemático Guerino Mazzola aplicou a teoria topos à música, mas o resultado é controvertido.
A escala cromática tem uma ação livre e transitiva de {\displaystyle \mathbb {Z} /12\mathbb {Z} }, com a ação sendo definida via transposição de notas. Logo, a escala cromática pode ser vista como um torsor para o grupo {\displaystyle \mathbb {Z} /12\mathbb {Z} }. Também há uma associação com teoria dos corpos.

## Conexões com ateoria dos números
A interpretação moderna do temperamento justo é inteiramente baseada  no teorema fundamental da aritmética.
Acredita-se que alguns compositores escreveram sua música usando a proporção áurea e os números de Fibonacci para auxiliá-los. Para o ouvinte, no entanto, não é possível determinar o quanto esse uso é intencional ou inconsciente.
Ernő Lendvai analisa os trabalhos de Béla Bartók como baseados em dois sistemas opostos: a proporção áurea e a escala acústica. Em Música para cordas, percussão e celesta, a progressão do  xilofone no começo do terceiro movimento ocorre nos intervalos 1:2:3:5:8:5:3:2:1. O compositor francês Eric Satie usou a proporção áurea em Sonneries de la Rose Croix e outra peças, o que deu a sua música um senso de simetria.
A proporção áurea é notada também na organização das seções da música Reflets dans l'eau de Images pour piano, de Claude Debussy, organizada segundo intervalos de 34, 21, 13 e 8 (uma sequência de Fibonacci descendente), e o clímax se situa na posição φ.

## Aproporção áureae onúmero de Fibonacci
Acredita-se que alguns compositores escreveram sua música usando a proporção áurea e os números de Fibonacci para auxiliá-los. Para o ouvinte, no entanto, não é possível determinar o quanto esse uso é intencional ou inconsciente.
Ernő Lendvai analisa os trabalhos de Béla Bartók como baseados em dois sistemas opostos: a proporção áurea e a escala acústica. Em Música para cordas, percussão e celesta, a progressão do  xilofone no começo do terceiro movimento ocorre nos intervalos 1:2:3:5:8:5:3:2:1. O compositor francês Eric Satie usou a proporção áurea em Sonneries de la Rose Croix e outra peças, o que deu a sua música um senso de simetria.
A proporção áurea é notada também na organização das seções da música Reflets dans l'eau de Images pour piano, de Claude Debussy, organizada segundo intervalos de 34, 21, 13 e 8 (uma sequência de Fibonacci descendente), e o clímax se situa na posição φ.

## Sistemas de afinação
Uma escala musical é uma sequência discreta de sons usados para fazer ou descrever música. A escala tem um intervalo de repetição, normalmente a oitava. Isto significa que para cada nota na escala temos um som correspondente uma oitava acima e uma oitava abaixo, apesar dos limites do ouvido humano para eles. Como estamos geralmente interessados nas relações ou razões entre as alturas conhecidas como intervalos e não nas alturas precisas em si mesmas para descrever a escala, é comum nos referirmos a todas as alturas da escala em termos de sua razão a partir de uma altura particular, à qual é dada o valor um (escrita geralmente 1/1 quando se discute a entonação justa). Esta nota pode, mas não necessariamente, ser uma que funcione como tônica da escala. Para afinações que usam números irracionais (i.e., temperamentos), ou para comparação do tamanho de intervalos, usa-se geralmente os cents.

### Entonação justa
| Nota | Razão   | Intervalo         |
| ---- | ------- | ----------------- |
| 0    | 1:1     | uníssono          |
| 1    | 135:128 | segunda menor     |
| 2    | 9:8     | segunda maior     |
| 3    | 6:5     | terça menor       |
| 4    | 5:4     | terça maior       |
| 5    | 4:3     | quarta perfeita   |
| 6    | 45:32   | trítono diatônico |
| 7    | 3:2     | quinta justa      |
| 8    | 8:5     | sexta menor       |
| 9    | 27:16   | sexta maior       |
| 10   | 9:5     | sétima menor      |
| 11   | 15:8    | sétima maior      |
| 12   | 2:1     | oitava            |

### Matemática das escalas musicais
Muitos povos e culturas criaram suas próprias escalas musicais. Um exemplo foi o povo chinês, que partiu da experiência de Pitágoras (utilizando cordas).
Eles tocaram a nota Dó em uma corda esticada e depois dividiram essa corda em 3 partes. O resultado dessa divisão foi a nota Sol. Ao observar que essas notas possuíam uma harmonia entre si, eles repetiram o procedimento a partir dessa nota Sol, dividindo novamente esse pedaço de corda em 3 partes, resultando na nota Ré. Essa nota matinha uma harmonia agradável com a nota Sol e também com a nota Dó. Esse procedimento foi então repetido a partir da nota Ré, dando origem à nota Lá. Depois, partindo de Lá, chegou-se à nota Mi.
Quando eles repetiram esse procedimento de dividir em 3 partes a corda mais uma vez, dando origem à nota Si, houve um problema, pois a nota Si não soava muito bem quando tocada junto com a nota Dó (a primeira nota do experimento). De fato, essas notas eram muito próximas uma da outra, o que causava um certo desconforto sonoro. Por isso, os chineses terminaram suas divisões obtendo as notas Dó, Sol, Ré, Lá e Mi, deixando a nota Si de lado. Essas notas serviram de base para a música chinesa, formando uma escala de 5 notas (Pentatônica). Essa escala pentatônica, por ser agradável e consonante, representou muito bem a cultura oriental, que sempre foi pautada na harmonia e estabilidade.

## Frequência e altura

### Percepção
| Nota  | Frequência (Hz) | Frequência Distância da nota anterior | Log frequência log2 f | Log frequência Distância da nota anterior |
| ----- | --------------- | ------------------------------------- | --------------------- | ----------------------------------------- |
| lá2   | 110.00          | N/A                                   | 6.781                 | N/A                                       |
| lá2#  | 116.54          | 6.54                                  | 6.864                 | 0.0833 (or 1/12)                          |
| si2   | 123.47          | 6.93                                  | 6.948                 | 0.0833                                    |
| dó2   | 130.81          | 7.34                                  | 7.031                 | 0.0833                                    |
| dó2#  | 138.59          | 7.78                                  | 7.115                 | 0.0833                                    |
| ré2   | 146.83          | 8.24                                  | 7.198                 | 0.0833                                    |
| ré2#  | 155.56          | 8.73                                  | 7.281                 | 0.0833                                    |
| mi2   | 164.81          | 9.25                                  | 7.365                 | 0.0833                                    |
| fá2   | 174.61          | 9.80                                  | 7.448                 | 0.0833                                    |
| fá2#  | 185.00          | 10.39                                 | 7.531                 | 0.0833                                    |
| sol2  | 196.00          | 11.00                                 | 7.615                 | 0.0833                                    |
| sol2# | 207.65          | 11.65                                 | 7.698                 | 0.0833                                    |
| lá3   | 220.00          | 12.35                                 | 7.781                 | 0.0833                                    |
| Identidade harmônica | Nome comum        | Exemplo        | Múltiplo de Freq. Fundamental | Razão (esta identidade/última oitava) |
| -------------------- | ----------------- | -------------- | ----------------------------- | ------------------------------------- |
| 1                    | Fundamental       | lá2 - 110 Hz   | 1x                            | 1/1 = 1x                              |
| 2                    | Oitava            | lá3 - 220 Hz   | 2x                            | 2/1 = 2x (also 2/2 = 1x)              |
| 3                    | Quinta Perfeita   | mi3 - 330 Hz   | 3x                            | 3/2 = 1.5x                            |
| 4                    | Oitava            | lá4 - 440 Hz   | 4x                            | 4/2 = 2x (also 1x)                    |
| 5                    | Terça Maior       | dó#4 - 550 Hz  | 5x                            | 5/4 = 1.25x                           |
| 6                    | Quinta Perfeita   | mi4 - 660 Hz   | 6x                            | 6/4 = 1.5x                            |
| 7                    | "Sétima Perfeita" | sol#4 - 770 Hz | 7x                            | 7/4 = 1.75x                           |
| 8                    | Oitava            | lá5 - 880 Hz   | 8x                            | 8/4 = 2x (also 1x)                    |
| Identidade Harmônica | Nome comum        | Ponto Linear Escala Exponential | Ponto Linear Escala Normalizada (linear) |
| -------------------- | ----------------- | ------------------------------- | ---------------------------------------- |
| 1                    | fundamental       | 1/1 = 1x                        | log2(1.0) = 0.00                         |
| 2                    | oitava            | 2/1 = 2x                        | log2(2.0) = 1.00                         |
| 3                    | quinta perfeita   | 3/2 = 1.5x                      | log2(1.5) = 0.585                        |
| 4                    | oitava            | 4/2 = 2x                        | log2(2.0) = 1.00                         |
| 5                    | terça maior       | 5/4 = 1.25x                     | log2(1.25) = 0.322                       |
| 6                    | quinta perfeita   | 6/4 = 1.5x                      | log2(1.5) = 0.585                        |
| 7                    | "sétima perfeita" | 7/4 = 1.75x                     | log2(1.75) = 0.807                       |
| 8                    | oitava            | 8/4 = 2x                        | log2(2.0) = 1.00                         |